# علیرضا منظمی
علیرضا منظمی (زادهٔ ۲۳ آذر ۱۳۸۱ خرمشهر) بازیکن فوتبال اهل ایران است که هم اکنون در پست هافبک برای  باشگاه فوتبال نفت مسجد سلیمان  در لیگ برتر خلیج فارس بازی می‌کند.

## سوابق قهرمانی
- قهرمانی جام حذفی نساجی مازندران [۲]

## تیم‌ ملی
او از ۱۵ آبان ۱۳۹۸ اولین بازی ملی خود را در مقابل تیم ملی فوتبال قرقیزستان انجام داد. هنگامی که به‌عنوان بازیکن تعویضی به زمین آمد در دقیقه 77 با ضربه سر اولین گل ملی خود را به ثمر رساند و در تیم ملی فوتبال جوانان ایران بازی می‌کند.

## سوابق باشگاهی
ذوب آهن
وی در زمستان ۱۳۹۷ به ذوب‌آهن اصفهان پیوست و شاگرد علیرضا منصوریان در این تیم شد.
آلمینیوم اراک
او سپس با قراردادی قرضی راهی تیم آلومینیوم اراک شد.
ذوب آهن
وی در تاریخ ۱۶ بهمن ۹۷ اولین بازی خود را برای ذوب آهن در شانزدهمین دوره لیگ برتر خلیج فارس در برابر باشگاه فوتبال نساجی مازندران انجام داد در حالی که جایگزین امیر ارسلان مطهری شد.
نساجی مازندران
در سال ۲۰۲۲ با قرار دادی یکساله به باشگاه فوتبال نساجی مازندران پیوست و شاگرد سرمربی وقت این تیم ساکت الهامی شد و یک فصل درخشان را به ثبت رساند و با شکست تیم فوتبال استقلال  و تیم های بزرگ دیگر لیگ این تیم قهرمان جام حذفی شد .
نفت مسجدسلیمان
در سال ۲۰۲۳ با قرار دادی به باشگاه فوتبال نفت مسجدسلیمان پیوست و هم اکنون عضو این تیم می باشد. 